# الکساندراو، بخش سوالکی
الکساندراو، بخش سوالکی (به لاتین: Aleksandrowo, Suwałki County) یک منطقهٔ مسکونی در لهستان است که در Gmina Bakałarzewo واقع شده‌است.